# Chlorophytum chinense
Chlorophytum chinense là một loài thực vật có hoa trong họ Măng tây. Loài này được Bureau & Franch. mô tả khoa học đầu tiên năm 1891.